# Mongolernas invasion av Korea
Mongolernas invasion av Korea skedde genom en serie fälttåg under åren 1231 till 1259 på Koreahalvön. Invasionen ledde till att det koreanska kungariket Koryo (918–1392) blev en vasallstat till Mongolväldet. Under tiden för invasionen flyttade det koreanska hovet till ön Ganghwado, som mongolerna aldrig lyckades inta. Mongolernas invasion av Korea utgjorde en del av ett större antal fälttåg i Eurasien i samband med mongolväldets invasioner och erövringar under 1200-talet. Mongolerna behöll kontrollen över Korea fram till 1350-talet.

## Bakgrund
År 1206 utropades sig Temüdjin till mongolernas Djingis khan. I stället för att strida internt kom nu mongolerna att utvidga sitt rike åt alla håll såsom åt Kina, Centralasien, Persien, Ryssland och Korea, och de bildade slutligen världshistoriens största sammanhängande välde. Under 1210-talet hade mongolerna tagit kontroll över Manchuriet, vilket tvingade khitanerna på flykt, och efter att mongolerna intagit Peking 1215 drevs khitanerna mot Korea. För att undkomma mongolerna övergick de Yalufloden 1216 och fortsatte ner till Koreahalvön där de kom i konflikt med koreanerna.
Vid tiden för mongolväldets invasioner styrdes Koreahalvön av kungariket Koryo (918–1392), här benämnt Korea. Under den koreanska dynastins första tid var landets makt koncentrerad till kungen, men efter en statskupp år 1170 övertogs kontrollen av militära guvernörer. Kungarna fick därefter mest agera galjonsfigurer. Det koreanska hovet gjorde vissa försök att återta makten, men aktionerna misslyckades och ledde till att kungar både avsattes och mördades.
Den första dokumenterade kontakten mellan mongolerna och koreanerna inträffade år 1211 när ett koreanskt sändebud på väg till Kina dödades av mongoliska soldater. De första storskaliga kontakterna mellan koreanska och mongoliska styrkor skedde vintern 1218 när mongolerna med starkt stöd från jurchentrupper gick in i Korea från nordost i jakt på khitanerna som hade ockuperat en rad koreanska städer. De erövrade ett antal städer som hade ockuperats av khitanerna tills de nådde den befästa staden Kangdong, som var det sista fästet som hölls av khitanerna. Mongolerna fick hjälp av koreanerna med trupper och proviant, och i början av 1219 intogs Kangdong genom en samordnad attack av mongoler, jurchen och koreaner. Efter att khitanerna besegrats blev relationerna relativt goda och fredliga mellan koreanerna och mongolerna genom att Korea köpte sig självständighet med tribut.
De goda relationerna avbröts emellertid helt i början av 1225 efter att ett mongoliskt sändebud, som varit i Korea för att hämta tribut, mördades på hemresan. Dock dröjde mongolerna med att reagera militärt fram till 1231, eftersom de var upptagna med fälttåget i Centralasien.

## Invasioner under Ögödes styre

### Första invasionen, 1231–1232

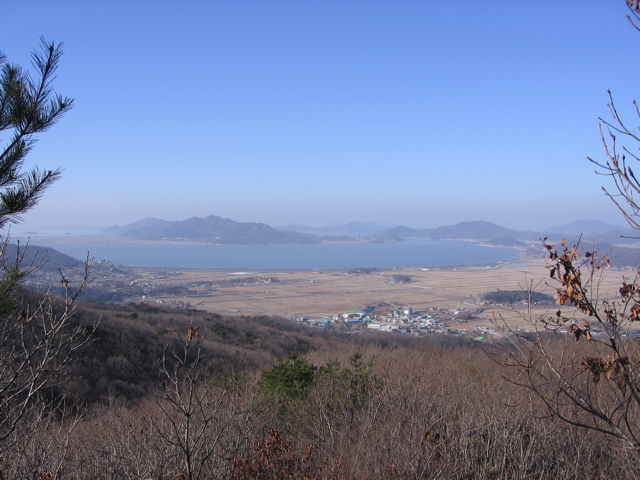
Ön Ganghwado, som var platsen för det koreanska hovet 1232 till 1259.

Efter incidenten med det mördade mongoliska sändebudet år 1225, försökte mongolerna tvinga koreanerna till ett fredsavtal som innebar enorma tributer, något koreanerna vägrade. Efter order från Ögödei passerade den 26 augusti 1231 en stor mongolisk styrka ledd av general Sartaq Yalufloden och intog omgående gränsstaden Uiju, som kapitulerade. Därefter delade mongolerna upp sina styrkor för det fortsatta anfallet. En vecka senare nådde en styrka den befästa staden Kuju, som dock lyckades stå mot mongolernas första anfall. Mongolerna intog i stället några närbelägna städer, varefter de återkom till Kuju med katapulter. Koreanerna lyckades dock laga stadsmuren i takt med att den skadades av katapulterna, och mongolerna lyckades inte heller denna gång inta staden. I slutet av december 1231 var Koreas huvudstad Kaesong omringad efter att Pyongyang erövrats och plundrats på vägen. Koreanerna ville förhandla om fred och skickade gåvor till mongolerna. Fredsförhandlingarna pågick till januari 1232 och den koreanske befälhavaren Choe U tvingades acceptera ett förnedrande fredsavtal. Trots fredsförhandlingarna och att Korea formellt hade kapitulerat, fortsatta mongolerna sina försök att inta Kuju, som fortsatt bjöd motstånd. Under 30 dagar var staden belägrad och upprepade gånger attackerad, men mongolerna lyckades aldrig erövra den. Försvaret av Kuju blev legendomspunnet i den koreanska historieskildringen. Efter kapitulationen blev Korea en vasallstat till mongolerna och tvingades betala extremt höga tributer.
Under våren 1232 lämnade den största delen av de mongoliska styrkorna Korea, men man lämnade kvar några militära garnisoner. I maj eller juni höll de koreanska ministrarna ett möte för att besluta hur de skulle kunna bjuda  den mongoliska ockupationsmakten motstånd. Mötet resulterade i ett beslut om att flytta huvudstaden till ön Ganghwado på västkusten, vilket skulle visa sig vara ett mycket starkt fäste och förbli hovets säte i två decennier. Ett nytt kungligt palats började uppföras på Ganghwado, och stora mängder material och många människor förflyttades från Kaesong. I juli lämnade den koreanske kungen Gojong Kaesong och installerade sig på Ganghwado, och landet gjorde uppror mot de mongoliska delegater som var kvar i nordvästra Korea. På hösten 1232 skedde mongolernas motattack som inledningsvis relativt enkelt slog ned det koreanska upproret. De mongoliska styrkorna nådde Hanfloden då en deus ex machina inträffade: en koreansk munk lyckades döda den mongoliske generalen Sartaq, varvid mongolerna avbröt anfallet och drog sig tillbaka.

### Andra invasionen, 1235–1239
Efter att mongolerna erövrat den kinesiska Jindynastin beslutade Ögödei på en kurultai år 1235 att låta genomföra flera fälttåg mot olika länder. Ett av dessa fälttåg skulle rikta sig mot Korea för att tvinga dem att ge upp sitt motstånd. Under sensommaren 1235 inleddes anfallet under ledning av Hong Pogwon och Tanqut Baghatur. Koreanerna evakuerade flera städer i området runt Ganghwado och beordrade befolkningen att ta sig till ön. Mongolerna erövrade en rad viktiga städer, och senare på året satte de även in trupper med jurchen i nordost. Mot slutet av år 1235 kontrollerade mongolerna de östra delarna ned till Sangju. Under våren 1236 förstärktes anfallet med mongoliska trupper från norr och de intog flera städer. På hösten hade de passerat floden Han. Under hela anfallsvågen gjorde koreanerna inget försök till storskaligt motstånd, men bedrev viss gerillakrigföring. Mongolerna gjorde heller inget försök att inta ön Ganghwado.
Trycket från mongolerna blev till slut för stort för koreanerna, och vintern 1238 påbörjades fredsförhandlingar. På våren 1239 drog sig de mongoliska trupperna tillbaka med ett motkrav att den koreanske kungen skulle inställa sig vid det mongoliska hovet. Koreanerna kom med många undanflykter för att slippa skicka sin kung, och kunde stå emot det mongoliska kravet under flera år genom att i stället skicka olika hertigar som de presenterade som kungliga familjemedlemmar.

## Invasionen under Güyük khans styre

### Tredje invasionen, 1247–1250
I augusti 1246 höll mongolerna en kurultai där Güyük khan beslutade att Korea skulle attackeras igen. Attacken skedde under ledning av Amuqan med stöd av Hong Pogwon. På hösten 1247 hade styrkorna nått Yŏnan. Under fälttåget skaffade sig mongolerna kontroll över området norr om Chongchonfloden. När de fick besked om att Güyük khan hade avlidit, drog de sig tillbaka och relationen mellan mongoler och koreaner blev mindre ansträngd. År 1249 avled Choe U, och ersattes som militär ledare av sin son Choe Hang. Fram till 1250 fortsatte jurchentrupper att göra räder in i Korea. Under tiden förstärkte koreanerna ön Ganghwado och utökade stadsmuren runt öns huvudstad Kangdu (江都).

## Invasioner under Möngkes styre

### Fjärde invasionen, 1253
När Möngke kom till makten år 1251 återupptog han kraven från år 1239 på att den koreanske kungen skulle överlämna sig till mongolerna och att det koreanska hovet skulle lämna ön Ganghwado och återvända till den tidigare huvudstaden. Koreanerna fortsatte att motsätta sig kraven, och 1252 var jurchentrupper tillsammans med mongoliska sändebud på väg mot Korea för att övertyga den koreanske kungen om att lämna ön. Koreanerna vägrade att följa mongolernas uppmaning, vilket gjorde dem rasande.
I början av 1253 anföll jurchenkavalleri i nordväst och på våren skickades en delegation under ledning av prins Yekü, halvbror till Tolui, till det koreanska hovet. I augusti övergick mongolerna Yalufloden och en vecka senare även Taedongfloden. De mongoliska styrkorna delade upp sig och genomförde räder på fastlandet i olika riktningar och i samband därmed också massakrer i ett antal städer. Flera bergsbefästningar intogs. Det koreanska hovet insåg att situationen var kritisk och inledde förhandlingar med mongolerna, som var tydliga med att anfallen skulle avbrytas endast om den koreanske kungen lämnade ön och mötte de mongoliska sändebuden. På vintern 1253 blev prins Yekü sjuk, och han lämnade över ledningen till Amuqan och Hong Pogwon och återvände själv norrut. I december 1253 reste den koreanske kungen över sundet och mötte den mongoliska delegationen som väntade på fastlandet. Prins Yekü skickade meddelande om att befästningarna på Ganghwado skulle raseras. Under våren 1254 drog mongolerna tillbaka sina styrkor.

### Femte invasionen, 1254–1259

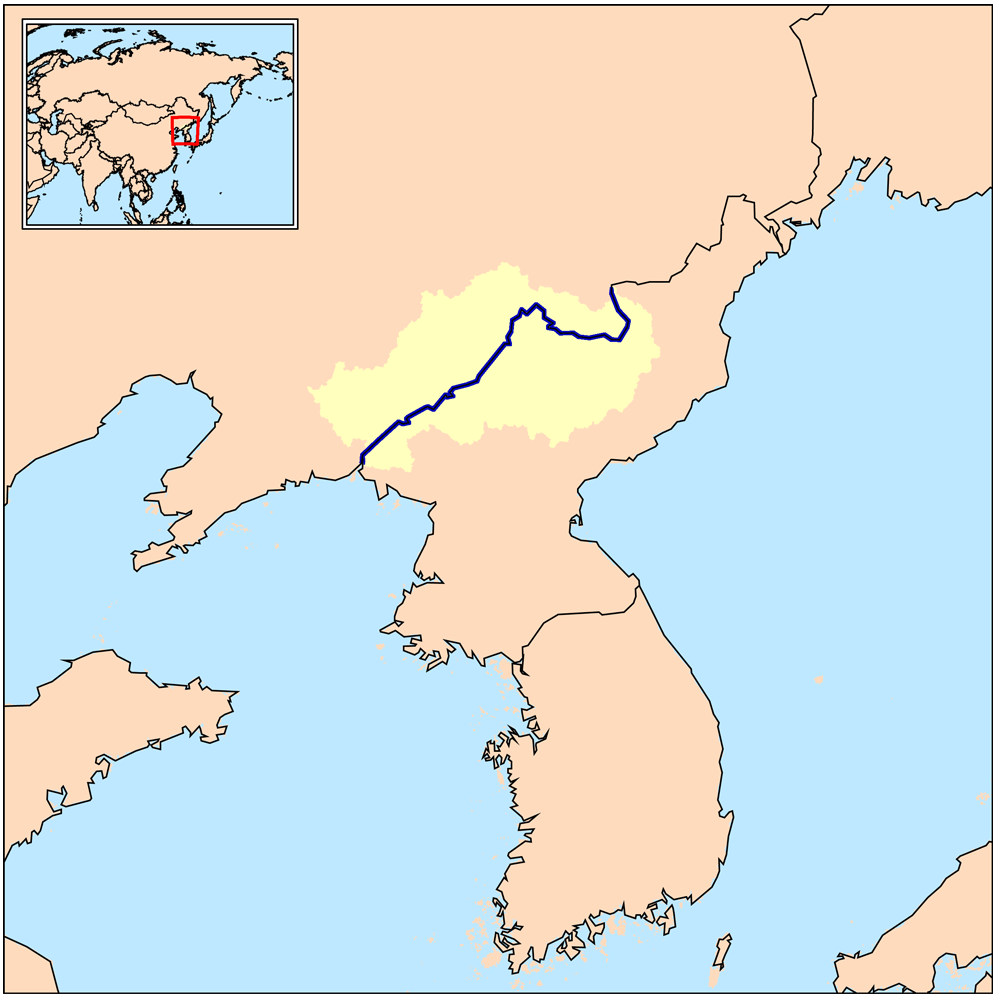
Yaluflodens viktiga gränsläge mellan Kina och Korea.

I september 1254 korsade 5 000 man Yalufloden under ledning av Jalairtai och man framförde ännu en gång det mongoliska kravet, fast nu med tillägget att koreanerna skulle raka sina huvuden när de överlämnade sig till mongolerna. När koreanerna inte visade tecken på att vilja att ge upp, fortsatte mongolerna sin räd söderut, och jurchentrupper anslöt från norr. Ett mycket stort antal koreaner dödades, och över 200 000 togs tillfånga. I slutet av året intog en mongolisk styrka bergscitadellet i Sangju efter att ha lidit stora förluster under den tidigare belägringen. I början av 1255 fick Jalairtai order om att skyndsamt återvända med sina styrkor, och koreanerna hade ännu en gång räddat hovet. De mongoliska styrkorna avvaktade vid gränsen norr om Chongchonfloden. Jurchentrupperna fortsatte att göra vissa räder i öster, men överlag blev läget lugnare.
Under våren 1255 började de koreaner som sökt skydd i citadellet eller på Ganghwado återvända till sina hem. Det rådde stor svält och förödelsen var enorm i det krigshärjade landet. Under hösten 1255 återkom Jalairtai med en stor styrka och passerade Chongchonfloden på väg söderut. I början av 1256 var även en mongolisk flotta på väg söderut. Ytterligare en gång framförde Jalairtai mongolernas krav på att kungen skulle träda fram. Koreanerna bjöd dock motstånd och gjorde dessutom spridda motattacker mot invasionsstyrkorna. På hösten 1256 fick Jalairtai ännu en gång order om att dra sig tillbaka, och de mongoliska styrkorna drog sig norrut.
Sommaren 1257 var mongolerna tillbaka. Ett mongoliskt sändebud träffade den koreanske kungen på Ganghwado och lät framföra Jalairtais krav på att kungen eller kronprinsen skulle överlämna sig. Det koreanska hovet tog beslutet att överlämna kronprinsen till mongolerna och att kapitulera. Dock drog överlämnandet ut på tiden, och 1258 utförde mongolerna och jurchentrupperna ytterligare militära räder i de norra delarna där de plundrade och avrättade folk. Under denna period avled den koreanske militärbefälhavaren Choe Hang, och han efterträddes av sin son Choe Ui. Koreanerna försatte att göra enstaka uppror, och på våren 1259 avslutades fredsförhandlingen i och med att Korea till sist kapitulerade.
Den 14 maj 1259 begav sig den koreanske kronprinsen med ett följe på 40 personer till det mongoliska hovet. Befästningarna på Ganghwado raserades. I samband med att kronprinsen anlände till det mongoliska hovet avled den koreanske kungen. Under vintern 1259 påbörjades återuppbyggnaden av den tidigare koreanska huvudstaden Kaesong.

## Efterdyningar
När Khubilai khan blev regent över Mongolriket år 1260, släppte han på kontrollen över Korea. Koryo-dynastin bestod, och 1270 återtog kungen makten från militären. Den koreanska kungafamiljen påtvingades kungliga blandäktenskap med det mongoliska hovet, vilket stärkte mongolernas kontroll över det koreanska kungahuset. År 1272 gifte sig den koreanske kronprinsen med Khubilai khans dotter. I samband med mongolernas anfall mot Japan år 1274 beordrades koreanerna att bidra med 8 000 soldater och tvingades bygga 900 båtar för invasionen. Det koreanska hovet anpassades alltmer till mongoliska förhållanden, och stora delar av hovet flyttade till den mongoliska huvudstaden Khanbalik (dagens Peking). Kung Chungnyeol (r. 1274–1308) gifte sig med en mongolisk prinsessa. När mongolerna förberedde sin andra attack mot Japan år 1281, var kung Chungnyeol mer samarbetsvillig än sin företrädare och bidrog med stora militära resurser. Efter Khubilai khans död 1294 hårdnade det mongoliska styret över Korea, och flera kungar avsattes och några fängslades i Khanbalik. Fram till år 1350 fortsatte mongolerna att utöva sin makt över Korea, varefter deras makt snabbt avtog.

## Tidslinje
Tidslinje som visar de fem invasionerna (grönt). De mongoliska khanernas regeringstider visas i rött och de koreanska militära ledarnas tid vid makten visas i gult.